# Richard Loe
Richard Wyllie Loe (Christchurch, 6 de abril de 1960) es un comentarista deportivo y exjugador neozelandés de rugby que se desempeñaba como pilar. Es el padre de la remista Olivia Loe.

## Selección nacional
Debutó con los All Blacks en mayo de 1987 para enfrentar a la Azzurri (CM) y disputó su último partido en noviembre de 1995 ante Les Bleus (test–match). En total jugó 49 partidos y marcó 25 puntos, productos de seis tries (un try valía 4 puntos hasta 1992).

### Participaciones en Copas del Mundo
Brian Lochore lo convocó a Nueva Zelanda 1987 sin haber debutado en los All Blacks.
| Mundial                       | Sede          | Resultado     | PJ | Tries |
| ----------------------------- | ------------- | ------------- | -- | ----- |
| Copa Mundial de Rugby de 1987 | Nueva Zelanda | Campeón       | 2  | 0     |
| Copa Mundial de Rugby de 1991 | Inglaterra    | Tercer puesto | 5  | 0     |
| Copa Mundial de Rugby de 1995 | Sudáfrica     | Subcampeón    | 3  | 1     |